# کاستروویل (کالیفرنیا)
کاستروویل (به انگلیسی: Castroville) یک منطقهٔ مسکونی در ایالات متحده آمریکا است که در شهرستان مونتری، کالیفرنیا واقع شده‌است. کاستروویل ۲٫۷۳۷ کیلومتر مربع مساحت و ۶٬۴۸۱ نفر جمعیت دارد و ۷ متر بالاتر از سطح دریا واقع شده‌است.

## خواهرخوانده
شهر لادیسپولی خواهرخواندهٔ کاستروویل، کالیفرنیا هست.